# Daemonorops brachystachys
Daemonorops brachystachys är en enhjärtbladig växtart som beskrevs av Caetano Xavier Furtado. Daemonorops brachystachys ingår i släktet Daemonorops och familjen Arecaceae. Inga underarter finns listade i Catalogue of Life.